# 週末の探検家〜夢羅針盤〜
『週末の探検家〜夢羅針盤〜』（しゅうまつのたんけんか・ゆめらしんばん）は、朝日放送テレビ（ABCテレビ）で、2008年4月5日から2010年3月20日まで放送されていた関西ローカルのドキュメンタリー番組である。2009年3月までは、「探検家」の部分を「エクスプローラー」と呼んでいた。
放送時間は毎週土曜日9:55 - 10:25（JST）、関西電力の一社提供番組。ハイビジョン制作、字幕放送実施番組。

## 概要
番組は団塊世代をターゲットに、“週末探検家”と称するリポーターがスポーツや学術など一線で活躍する人物（2009年4月以降は、その人を「夢人」(ゆめびと)と称している）に密着する。
地上デジタルではハイビジョン放送。地上アナログ放送ではレターボックス放送。
年末年始や夏の高校野球期間中は休止。
関西電力の一社提供であることから、制作局のABCでは番組冒頭に『関西電力Presents』のオープニングキャッチが表記される（毎日放送の『住人十色』も同じ）が、関西電力の事業地域ではないネット局ではカットされている｡

## 出演者（週末探検家）
- 鳥越俊太郎
- 赤江珠緒
- 三田村邦彦
- 赤井英和
- 片岡愛之助
- 安藤和津
- 堀ちえみ
- 西村和彦
- 水野裕子

出演者は週によって異なるが、概ね三田村・赤井・堀・西村・水野が月1回のペースで出演し、その合間に鳥越・赤江が不定期で出演する。片岡・安藤は2008年に数回出演したが、2009年以降出演が無い。
なお、鳥越と赤江は『スーパーモーニング』のキャスターを務めている。また、赤江はフリー転向後ABC大阪ローカルの番組としては初めてのレギュラーでもある。

## テーマ音楽
- DEPAPEPE「Ready! GO!!」

## ネット局
| 放送対象地域 | 放送局       | 系列           | 放送日時          | ネット状況                |
| ------------ | ------------ | -------------- | ----------------- | ------------------------- |
| 近畿広域圏   | 朝日放送     | テレビ朝日系列 | 土曜 9:55 - 10:25 | 制作局 現・朝日放送テレビ |
| 青森県       | 青森朝日放送 | テレビ朝日系列 | 土曜 6:30 - 7:00  | 遅れネット                |

### 過去のネット局
- 秋田朝日放送（ - 2009年3月）
- 福島放送
- 岩手朝日テレビ（ - 2009年7月3日）

## スタッフ
- ナレーション：保坂和拓（ABCアナウンサー、 - 2009年3月）→道上洋三（ABCエグセクティブアナウンサー、2009年4月 - ）
- 構成：桑原尚志
- リサーチ：平野友介
- 撮影：吉岡和美
- 照明：東野巧
- EED：赤羽直樹、佐藤友彦
- MA・効果：久保秀夫
- ディレクター：佐伯謙悟（インパクト）、京師直樹(パワーステーション）、秀島光樹（パワーステーション）、内片輝（ABC）
- チーフディレクター：森和樹（ABC）
- プロデューサー：栗田正和（ABC）
- 協力：光学堂、ちゅるんカンパニー、マウス、戯音工房
- 制作協力：インパクト、パワーステーション
- 制作・著作：朝日放送